# Stile umbertino
Lo stile Umbertino è una corrente stilistica ed architettonica che interessò in particolare l'Italia alla fine del XIX secolo.

## Etimologia

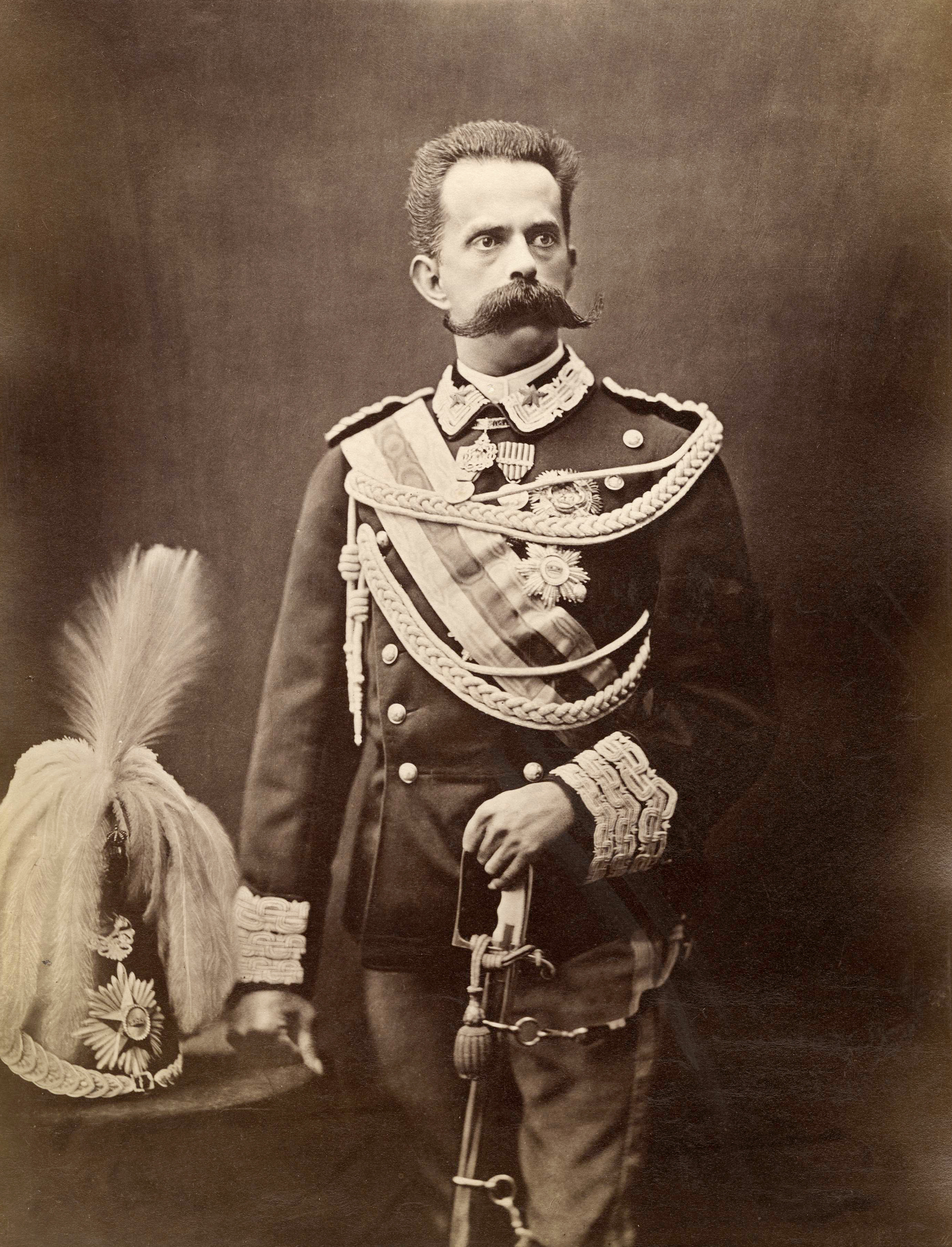
Umberto I di Savoia

Lo stile Umbertino prende il nome dal re d'Italia allora sul trono: Umberto I di Savoia, che regnò dal 9 gennaio 1878 fino al suo assassinio il 29 luglio 1900.
Questo genere di denominazioni era comune all'epoca: basti pensare allo stile vittoriano in Inghilterra, quello Guglielmino in Germania, che prendono il nome rispettivamente, dalla Regina Vittoria d'Inghilterra e da Guglielmo II, mentre in Francia fiorì lo stile Napoleone III o Secondo Impero.

## Caratteristiche
Lo stile Umbertino è tipicamente italiano ed appartiene a quel periodo Eclettico che contraddistinse la seconda metà dell'800, configurandosi come la declinazione italiana dello stile neobarocco allora molto in voga.
Fu stile egemone per circa un ventennio venendo affiancato, dalla fine del secolo, da nuovi gusti quali il Liberty, sviluppatisi in Italia coll'appellativo di stile Floreale, universalmente conosciuto come Art Nouveau, a cui seguirà l'Art déco. Lo stile Umbertino rimarrà, comunque, predominante fino alle sperimentazioni della muratura mista degli anni Trenta che in breve porteranno all'evoluzione del calcestruzzo armato e della relativa possibilità di esercizi stilistici del Razionalismo e del Moderno.
In questo stile, prevalentemente eclettico e monumentale, vennero riproposti nei mobili, dal comodino al grande armadio o alla credenza, elementi Gotici e Barocchi appartenenti in origine al Rinascimento ma anche adorni con mascheroni di grandi dimensioni, cornici e decorazioni.

### Peculiarità dello stile Umbertino
Questo stile si differenzia leggermente da quello Napoleone III, anche perché fiorì più tardi, e d'altra parte mostrò una vera originalità soprattutto nell'architettura. L'architettura Umbertina si distingue per un'interpretazione particolarmente conservatrice dell'eclettismo, tesa alla formulazione di uno stile “nazionale”, individuato in un neorinascimento accademico e convenzionale, attraversato da elementi di neobarocco, allora imperante in Francia e non solo.

## Esempi di architetture umbertine

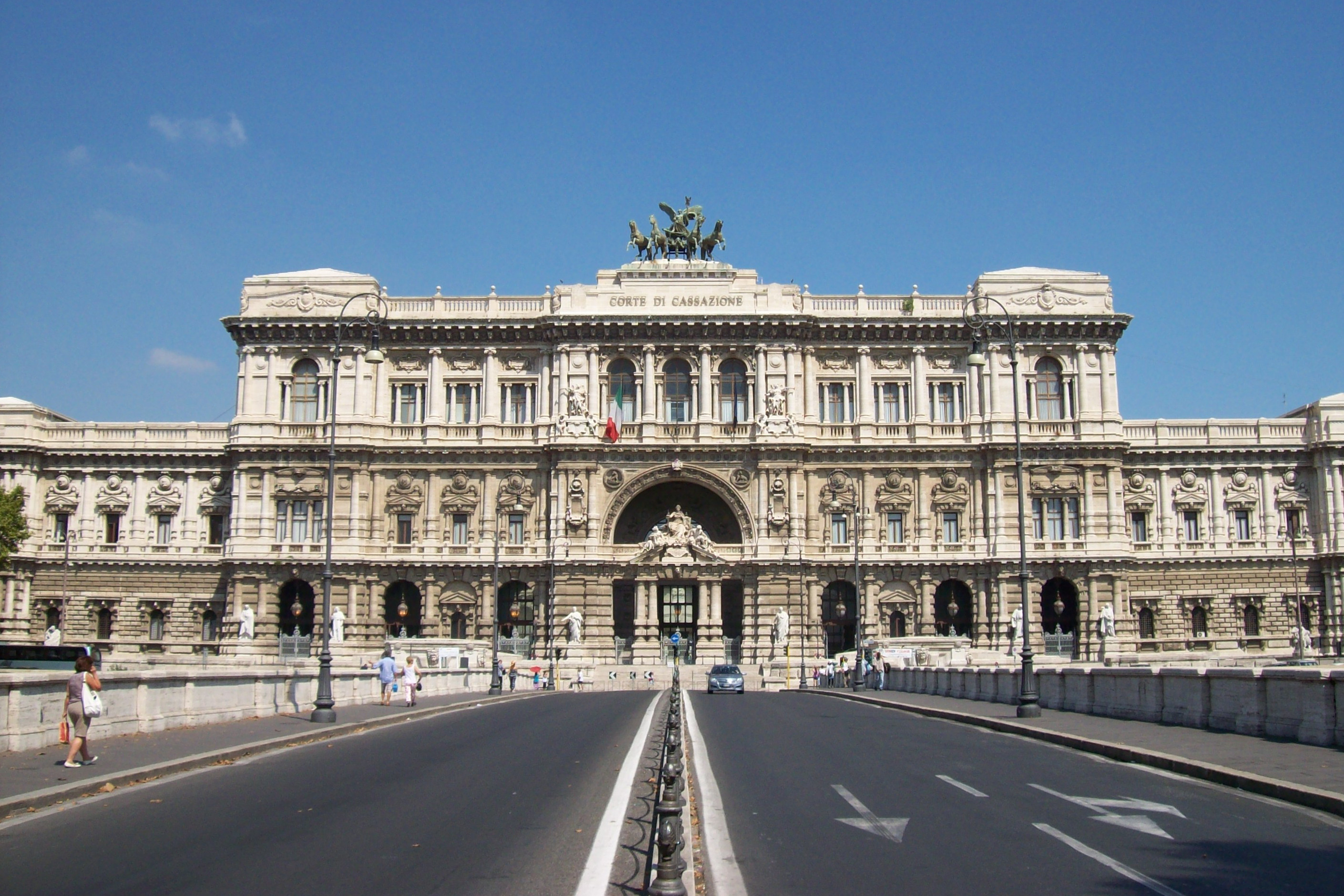
Il Palazzo di Giustizia visto da Ponte Umberto I (Roma)

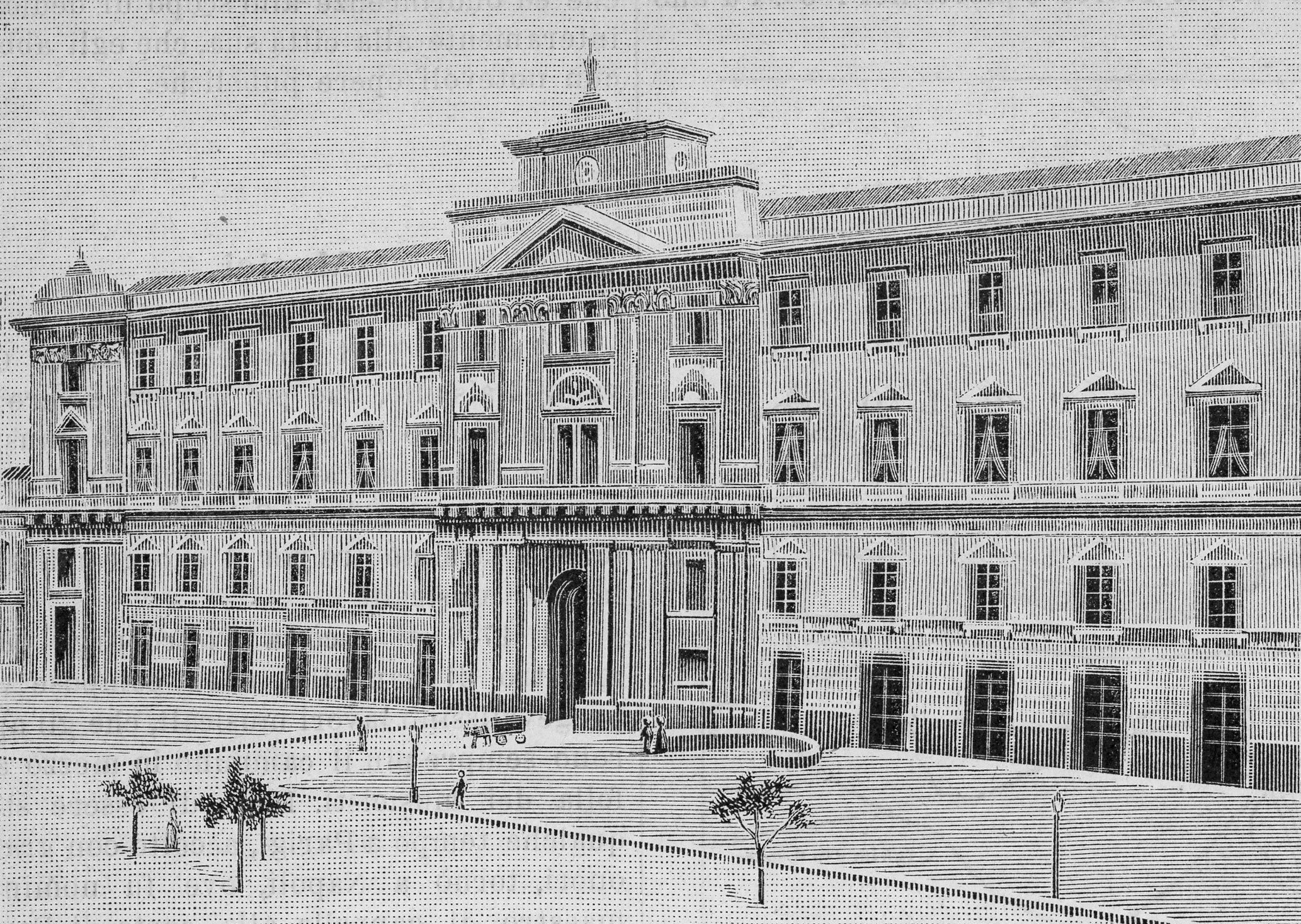
Taranto Palazzo Degli Uffici

Lo stile si ritrova in forze a Roma, nel momento della grande espansione edilizia a cavallo del secolo e nel progetto di farne una moderna città, degna capitale del Regno. Da ciò, molti palazzi realizzati dopo il 1870 presentano gli stilemi dello stile Umbertino però declinandosi, in numerosi esempi, nel Barocchetto Romano. Questo "stile umbertino" ha avuto anche il compito di unificare dal punto di vista architettonico l'Italia. Pertanto tutti i palazzi del potere, ma anche interi quartieri costruiti in questo periodo nelle grandi città come Milano, Torino, Firenze, Genova, La Spezia, Bologna, Napoli, Bari, Taranto, Reggio Calabria, Messina, Catania, Palermo e Cagliari, rispecchiano questo stile unificante.

### Palazzo di Giustizia a Roma
Uno dei più importanti esempi di questo stile è il Palazzo di Giustizia di Roma (attuale sede della Corte suprema di cassazione), progettato da Guglielmo Calderini intorno al 1884, nel quale confluiscono alcune reminiscenze dell'Opéra di Garnier.

### Palazzo Koch
Palazzo Koch, che si trova a Roma in via Nazionale ed è divenuto la sede ufficiale della Banca d'Italia, è un'altra testimonianza di questo stile, in questo caso particolarmente declinato sul versante Neorinascimentale.
Prende nome dal suo progettista, l'architetto Gaetano Koch, e fu costruito tra gli anni 1888 e 1892.

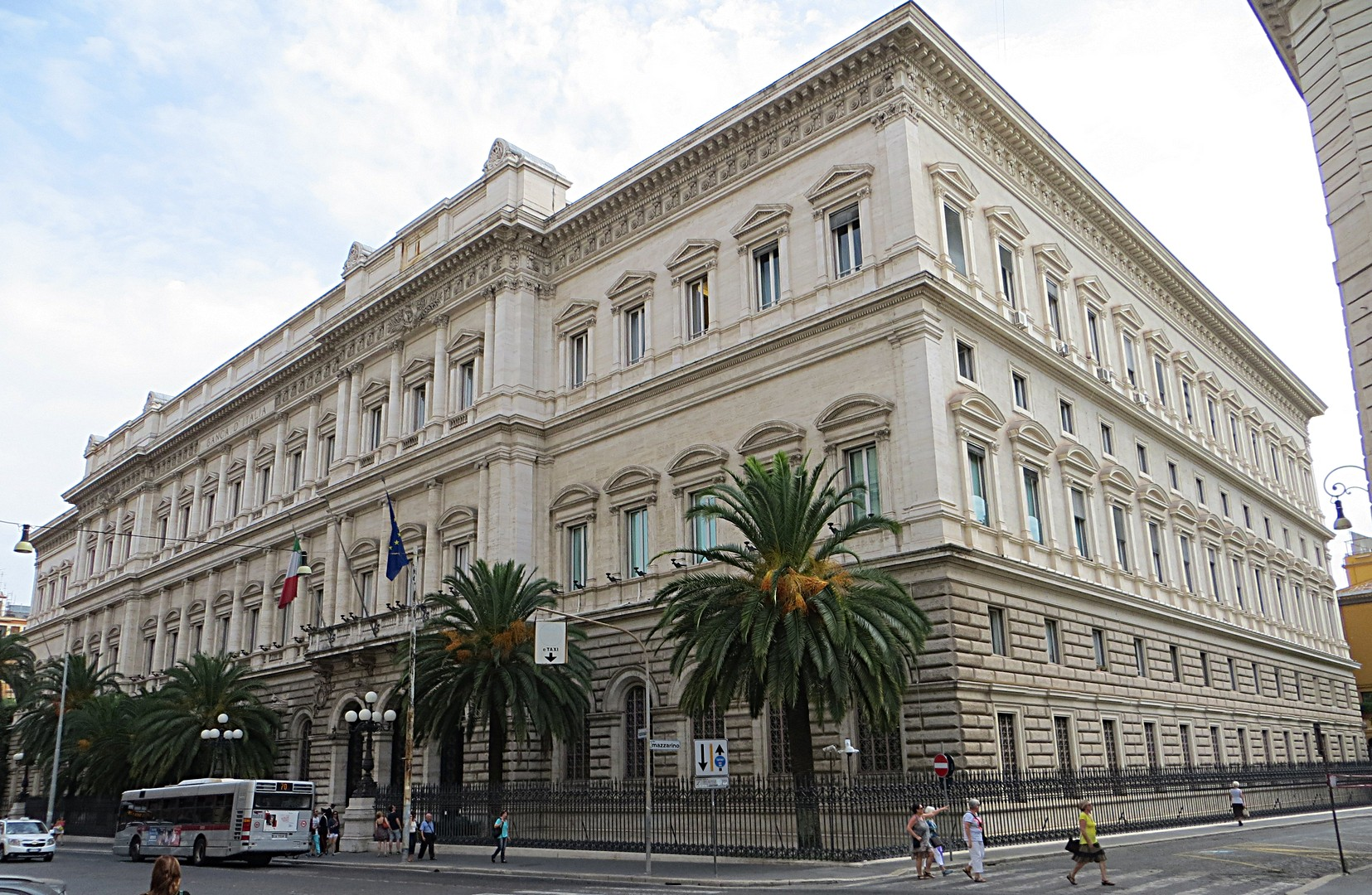
Palazzo Koch

### Palazzo della Provincia di Piacenza
Il Palazzo della Provincia di Piacenza è considerato un altro esempio di edificio in stile Umbertino, caratterizzato dalla fusione dello stile rinascimentale e neoclassico, uniti in un complesso di grande equilibrio spaziale e volumetrico, vivacizzato da elementi Liberty. Progettato dall'Ufficio tecnico provinciale nel 1912, fu successivamente rielaborato nelle attuali forme dall'architetto Manfredo Manfredi già impegnato a Roma in grandi committenze pubbliche, quali il monumento a Vittorio Emanuele II in piazza Venezia e il Palazzo del Viminale. Gli accenni di stile Liberty sono giustificati proprio dalla data tarda della costruzione dell'edificio, quando oramai lo stile Umbertino stava scemando.

### Villino Durante a Roma
Il Villino Durante è, invece, uno degli esempi più rappresentativi dello stile Umbertino a Roma per quanto riguarda l'edilizia privata. Venne realizzato a partire dal 1889 per il chirurgo e senatore siciliano Francesco Durante, sull'estremità della Villa Patrizi che, bombardata nel 1849 e nella presa di Roma del 1870, versava in uno stato di abbandono. Per il progetto venne chiamato l’architetto Giulio Podesti, che già dirigeva i lavori del Policlinico Umberto I.